# Медведев, Виталий Михайлович
Виталий Михайлович Медведев (укр. Віталій Михайлович Медведєв, род. 7 мая 1983, Чирчик) — украинский фехтовальщик-шпажист, призёр чемпионатов мира и Европы и чемпион Универсиады в командных соревнованиях, участник Олимпийских игр, чемпион Украины (2014) в личном зачёте, заслуженный мастер спорта Украины. Прапорщик ВС Украины.

## Биография
Родился в 1983 году в Чирчике, Узбекистан.
В 1990 году переехал в город Саки, Крым. В Крыму Виталий в 11-летнем возрасте начал заниматься фехтованием; первым тренером стал Андрей Феногентов. В 1997 году переехал учиться в Республиканское высшее училище физической культуры в Киеве, где начал тренироваться у Леонида Емельяновича Андреюка.
В 2003 году Виталий Медведев становится серебряным призёром Чемпионата Европы среди юниоров, проиграв 15:14 Готье Грюмье. В 2007 году Виталий привозит домой бронзовую медаль с турнира категории «А» в Лиссабоне, а также в составе сборной Украины по шпаге становится чемпионом Всемирной Универсиады.
В 2008 году принимает участие в Олимпийских играх в Пекине, где занимает 7-е место в командном первенстве. В 2009 году Виталий в составе сборной страны отправляется в Белград на очередную Всемирную Универсиаду, где занимает 28-е место в личном и 3-е место в командном первенстве. Летом того же года женился; жена, Ирина — тренер по теннису. Окончил Национальный университет физического воспитания и спорта Украины со степенью магистра психологии.
В составе команды киевской Школы высшего спортивного мастерства Виталий Медведев в феврале 2013 года стал обладателем клубного Кубка Европы по фехтованию (другие члены команды — Анатолий Герей, Евгений Макиенко и Евгений Миргородский); в полуфинале турнира именно укол Медведева принёс украинской команде победу с минимальным счётом 45:44 над клубом «Роде» из французского Аверона. За 2013 год Медведев стал также обладателем бронзовой медали чемпионата Европы (где в матче за третье место со сборной Франции нанёс поражение двум призёрам в индивидуальном первенстве), а затем серебряной медали чемпионата мира в команде с Богданом Никишиным, Дмитрием Карюченко и Анатолием Гереем. В 2014 году Медведев завоевал звание чемпиона Украины по фехтованию на шпагах в индивидуальном зачёте, в финале победив Богдана Никишина.